# Hussards de Salm-Kirburg
Pour les articles homonymes, voir Salm.
Le régiment des hussards de Salm-Kirburg est un corps de hussards constitué pendant la Révolution française par l'armée des émigrés.

## Création et différentes dénominations
- 15 décembre 1791 : Ce corps, levé par le Prince de Salm-Kyrburg, composé d'anciens hussards français sert dans l'armée du prince de Condé. Le régiment de Salm-Kirburg est organisé en vertu d'une capitulation signée le même jour à Coblence entre les Princes, frères du Roi et Maurice-Gustave-Adolphe prince de Salm-Kirburg, ancien colonel attaché aux hussards d'Esterhazy. Cette capitulation est ratifiée et complétée par une ordonnance des Princes du 1er janvier 1792.
- En janvier 1792, l'effectif composé en majorité d'anciens hussards français s'élève à environ 200 hommes. Intégré à l'armée de Condé, ils défendent, avec les Autrichiens, les bords du Rhin.
- En novembre 1792, les hussards atteignent l'effectif de 33 officiers et 154 hommes. Ils font la campagne d'Alsace en avant-garde et, en octobre 1793, passent à la solde britannique malgré les observations de Condé sur les engagements du prince de Salm au service des Princes.
- 22 octobre 1794 : Le corps passe au service de l'armée britannique malgré les observations de Condé sur les engagements du prince de Salm au service des Princes. Au service du Duc d'York, cette unité fait la campagne de Hollande.
- 3 décembre 1795 : Le ministre de la guerre britannique avait l'intention d'envoyer ces hussards en Bretagne ou aux Antilles, mais ces derniers ne souhaitaient pas quitter l'Allemagne. Le régiment est immédiatement licencié, le 3 décembre 1795.

## Uniforme
Flamme blanche sur le bonnet, collet noir, dolman rouge, pelisse noire, parements noirs, tresse blanche et culotte noire.

## Source
- Vicomte Robert Grouvel, Les corps de troupe de l'émigration française (1789-1815), tome 1, service de la Grande-Bretagne et des Pays-Bas, Paris, Ed. de la Sabretache, 1957
- Les Hussards français, tome 1, De l'Ancien régime à l'Empire, édition Histoire et collection